# Якобитизъм
Да не се бърка с якобинското движение
Якобитизъм е политическо движение във Великобритания от края на 17 и първата половина на 18 в. (със съвсем слаба подкрепа в наши дни), което цели да реставрира властта на английската династия на Стюартите. Движението дължи името си на името Яков (Якоб) – латински вариант на името на крал Джеймс II.
Якобитизмът се появява като реакция на детронирането на английския крал Джеймс II през 1688 г. и възцаряването на дъщеря му Мария II и съпруга ѝ Уилям III – процес, известен като Славната революция. След Славната революция останалите представители на династията Стюарт живеят на континента, откъдето се опитват да си върнат властта в Англия с помощта на Франция и Испания. Най-много последователи якобитизмът обаче намира сред клановете в Шотландия.
Якобитите, както се наричат последователите на движението, смятат за незаконна парламентарната намеса в линията на унаследяване на британския престол, извършена по време на Славната революция. Според тях детронирането на Джеймс II е незаконен акт, поради което всички британски крале, заемали престола след него, са смятани от якобитите за незаконни узурпатори на кралската власт, като в това число влизат представителите на Хановерската и Сакскобургготската (Уиндзорската) династия. Според якобитите кралската власт в Англия по право принадлежи на Джеймс II и на неговите преки кръвни наследници по мъжка линия или по старшинство, по реда, по който тя би се предавала през поколенията, ако родът на Стюартите никога не е бил свалян от власт. Поради това якобитите поддържат свой списък със законни наследници на английската корона, начело на който стои легитимният според якобитите крал на Англия, Шотландия и Ирландия. След 9 юли 1996 г. начело на този списък с якобитски претенденти за английския престол е баварският херцог Франц Адалберт Вителсбах, който е и титулуван крал на Бавария като пряк потомък по мъжка линия на последния баварски крал Лудвиг II. Според якобитите Франц Вителсбах е законният крал на Великобритания, чийто престол той би трябвало да заема под името крал Франсис II.
Якобитизмът до голяма степен е свързан с католицизма, тъй като привържениците на управлението на католика Джеймс II и Стюартите са предимно католици.

## Якобитски въстания
На два пъти – през 1715 г. и 1745 г. – централната власт в Лондон е принудена да потушава мащабни якобитски въстания, чиито главни огнища се намират в Горна Шотландия. След 1745 г. якобитизмът започва постепенно да запада. Въпреки това якобитистките идеали оставят трайна романтична следа в шотландската култура и литература. През 1819 г. Джеймс Хог издава Сборник с якобитски песни. Много от песните в този сборник стават изключително популярни сред изпълнителите и почитателите на шотландската фолклорна музика през 60-те години на 20 век.

## Списък на якобитските претенденти
Това е списък с кралете, които според якобитите са истинските владетели на Англия, Шотландия и
Ирландия
| Картинка | Име               | Роден                                    | Връзка с предшествениците си | Династия     | Управление | Смърт                                                             |
| -------- | ----------------- | ---------------------------------------- | --- | ------------ | ---------- | ----------------------------------------------------------------- |
|          | Джеймс II и VII   | 14 октомври 1633                         | Син на Чарлз I и Хенриета-Мария Бурбон-Френска. Брат на Чарлз II. Абдикирал насилствено, защото бил католик. След Славната революция той и наследниците му са смятани единствено от якобините за крале на Великобритания | Стюарт       | 1688-1701  | 16 септември 1701                                                 |
|          | Джеймс III и VIII | 10 юни 1688, Дворец Сейнт Джеймс, Лондон | Син на Джеймс II и Мария Моденска | Стюарт       | 1701-1766  | 1 януари 1766, Палацо мути, Рим                                   |
|          | Чарлз III         | 31 декември 1720, Палацо Мути, Рим       | Син на Джеймс Франсис Едуард Стюарт и Мария Клементина Собиеска | Стюарт       | 1766-1788  | 31 януари 1788, Палацо Мути, Рим                                  |
|          | Хенри IX и I      | 6 март 1725                              | Брат на Чарлз Едуард Стюарт | Стюарт       | 1788-1807  | 13 юли 1807, Фраскати                                             |
|          | Чарлз IV          | 14 май 1751, Торино, Сардинско кралство  | Баща му - Виктор-Амадей III е син на втория братовчед на Хенри Бенедикт Стюарт, а майка му е Мария-Антония Бурбон-Испанска                                                                                               | Савойска     | 1807-1819  | 6 октомври 1819, Палацо Колона, Рим, Папска държава               |
|          | Виктор            | 24 юли 1759, Торино, Сардинско кралство  | Брат на Виктор-Емануил I Сардински. Син на крал Виктор-Амадей III Мария и инфанта Мария-Антония Бурбон | Савойска     | 1819-1824  | 10 януари 1824, Кастело ди Монкалиери, Торино, Сардинско кралство |
|          | Мери II           | 6 декември 1792, Торино                  | Дъщеря на Виктор-Емануил I Сардински и Мария Тереза Австрийска-Есте Сардинска | Савойска     | 1824-1840  | 15 септември 1840, Кастело дел Катайо, Баталя Терме, Падуа        |
|          | Франсис I         | 1 юни 1819, Модена                       | Син на Мария-Беатриче Савойска и Франц IV Моденски | Австрия-Есте | 1840-1875  | 20 ноември 1875, Виена                                            |
|          | Мери III          | 2 юли 1849, Брюн, Моравия                | Племенница на Франц V Моденски. Дъщеря на брат му, Фердинанд Карл Австрийски-Есте и Елизабет Франциска Мария Австрийска                                                                                                  | Австрия-Есте | 1875-1919  | 3 февруари 1919, дворец Вилденварт/Химгау                         |
|          | Робърт I и IV     | 18 май 1869, Мюнхен                      | Син на Мария Тереза Австрийска-Есте Баварска и Лудвиг III Баварски | Вителсбах    | 1919-1955  | 2 август 1955, дворец Лойтщетен, Щарнберг                         |
|          | Албърт            | 3 май 1905, Мюнхен                       | Син на Рупрехт Баварски и Мария Габриела Баварска | Вителсбах    | 1955-1996  | 8 юли 1996, дворец Бер                                            |
|          | Франсис II        | 14 юли 1933, Мюнхен                      | Син на Албрехт от Бавария и Мария Драшкович фон Тракошчан | Вителсбах    | 1996-      | (още е жив)                                                       |

|  | Тази страница частично или изцяло представлява превод на страницата Jacobitism в Уикипедия на английски. Оригиналният текст, както и този превод, са защитени от Лиценза „Криейтив Комънс – Признание – Споделяне на споделеното“, а за съдържание, създадено преди юни 2009 година – от Лиценза за свободна документация на ГНУ. Прегледайте историята на редакциите на оригиналната страница, както и на преводната страница, за да видите списъка на съавторите. ВАЖНО: Този шаблон се отнася единствено до авторските права върху съдържанието на статията. Добавянето му не отменя изискването да се посочват конкретни източници на твърденията, които да бъдат благонадеждни. |